# Platense Municipal Zacatecoluca
Club Deportivo Platense Municipal de Zacatecoluca – salwadorski klub piłkarski z siedzibą w mieście Zacatecoluca, stolicy departamentu La Paz. Występuje w rozgrywkach Primera División. Domowe mecze rozgrywa na obiekcie Estadio Antonio Toledo Valle.

## Osiągnięcia

### Krajowe
- Primera División

| zwycięstwo (1):     | 1975     |
| drugie miejsce (1): | 2021 (A) |

### Międzynarodowe
- Copa Interclubes UNCAF

| zwycięstwo (1):     | 1975 |
| drugie miejsce (1): | –    |

## Historia
Klub powstał w maju 1950, mając w zamyśle zrzeszać młodych piłkarzy, dla których zabrakło miejsca w lokalnej drużynie o nazwie 11 Viroleño. Zdecydowano się przyjąć nazwę Platense; według jednej hipotezy wynikała ona z zawodu złotnika (hiszp. platero) wykonywanego przez sporą liczbę zawodników, zaś inna wersja mówi o argentyńskim zespole CA Platense, któremu miał kibicować jeden z założycieli klubu. Szybki rozwój klubu miał miejsce w latach 70. XX wieku, gdy był on zarządzany przez rodzinę Rengifo. W 1973 roku Platense awansował do drugiej ligi, a w 1974 roku do pierwszej, gdzie jako beniaminek rozgrywek wywalczył tytuł mistrza Salwadoru (1974/1975). Wówczas triumfowali również w międzynarodowych rozgrywkach Copa Fraternidad Centroamericana (1975). Pobyt Platense w Primera División trwał ogółem siedem lat (1974–1981), po czym zespół spadł do drugiej ligi.
Przez kolejne dekady Platense występował w niższych ligach salwadorskich – w 1991 roku spadł na trzeci szczebel, by w 2003 roku powrócić do drugiej ligi. W 2021 roku klub awansował do Primera División, powracając do najwyższej klasy rozgrywkowej po 40 latach przerwy.